# Gökdepe
Gökdepe – miasto w południowym Turkmenistanie, w wilajecie achalskim, siedziba etrapu. W 2022 roku liczyło ok. 33,4 tys. mieszkańców. 
W 1989 roku miejscowość zamieszkiwało 14 478 osób.